# ستيف جاي
ستيف جاي (بالإنجليزية: Steve Jay)‏ هو موسيقي أمريكي، ولد في 26 يناير 1951 في تامبا في الولايات المتحدة.

## وصلات خارجية
- الموقع الرسمي
- ستيف جاي على موقع IMDb (الإنجليزية)
- ستيف جاي على موقع ميوزك برينز (الإنجليزية)
- ستيف جاي على موقع أول ميوزيك (الإنجليزية)
- ستيف جاي على موقع ديسكوغز (الإنجليزية)
- ستيف جاي على موقع قاعدة بيانات الفيلم (الإنجليزية)